# 1905-ös magyar birkózóbajnokság
Az 1905-ös magyar birkózóbajnokság a harmadik magyar bajnokság volt. A bajnokságot április 16-án rendezték meg Budapesten, a Beketow Cirkuszban.

## Eredmények
| Versenyszám | Arany                          | Arany | Ezüst                       | Ezüst | Bronz                          | Bronz |
| ----------- | ------------------------------ | ----- | --------------------------- | ----- | ------------------------------ | ----- |
| Könnyűsúly  | Erődi Béla PTTSE               |       | Téger József Aradi Toldi AC |       | Zakariás Jenő Magyaróvári GAAC |       |
| Középsúly   | Hautzinger Sándor Budapesti TC |       | Mudin István Aradi TE       |       | –                              |       |
| Nehézsúly   | Weisz Richárd MTK              |       | Gyulay Árpád MUE            |       | Odry Zoltán Aradi TE           |       |

Megjegyzés: Középsúlyban eredetileg Nagy János (Aradi Toldi AC) győzött, de pár hét múlva a MASZ professzionistának nyilvánította.